# Bryolymnia clarita
Bryolymnia clarita là một loài bướm đêm trong họ Noctuidae.